# Laski (osada leśna w powiecie kępińskim)
Laski – osada leśna w Polsce położona w województwie wielkopolskim, w powiecie kępińskim, w gminie Trzcinica.
W latach 1975–1998 miejscowość należała administracyjnie do województwa kaliskiego.